# 1985年の政治
1985年の政治（1985ねんのせいじ）では、1985年（昭和60年）の政治分野に関する出来事について記述する。

## できごと

### 1月
- 1月20日 - ロナルド・レーガンアメリカ合衆国大統領の2期目の任期開始。
- 1月22日 - 福永健司衆議院議長が健康上の理由で辞意を表明（後任に坂田道太）。
- 1月23日 - 竹下登蔵相、金丸信自民党幹事長を中心とする田中派議員が極秘裏に会合。勉強会（創政会）結成の準備を開始する。
- 1月24日 - ホテルニューオータニで木曜クラブ（田中派）総会。
- 1月27日 - 竹下蔵相、目白の田中角栄元首相邸を訪問し、勉強会結成を報告。
- 1月28日 - 毎日新聞が創政会結成をスクープ。
- 1月29日 - 田中元首相、創政会を切り崩しにかかる。
- 1月31日
  - 中曽根康弘首相が防衛費GNP比1％枠突破の可能性を言及、衆議院予算委員会が混乱状態に。
  - 安倍晋太郎外相、竹下蔵相との提携を表明。
  - 田中六助前自民党幹事長死去。

### 2月
- 2月7日 - 砂防会館別館で創政会設立総会開催。田中元首相の切り崩しによって入会を届けた84人中、衆議院議員29人、参議院議員11人、計40人が参加。
- 2月12日 - 韓国の第12代総選挙。選挙一ヶ月前に発足した新韓民主党が都市部を中心に躍進し、野党第一党になる。
- 2月13日 - 竹下蔵相、目白の田中邸を訪問。田中元首相は「今度は同心円でいこう」と派内融和を強調。
- 2月25日 - 田中元首相、東京プリンスホテルで行われた「羽田孜君を励ます会」に出席。
- 2月26日 - 田中元首相、赤坂の料亭で開かれた田中派の閣僚経験者の集まり「さかえ会」に出席。
- 2月27日 - 田中角栄元首相が脳梗塞で倒れる。

### 3月
- 3月10日 - コンスタンチン・チェルネンコソ連共産党書記長死去。
- 3月11日 - ソ連共産党拡大政治局会議開催。チェルネンコの後任にミハイル・ゴルバチョフ政治局員・書記を選出。

### 4月
- 4月7日 - ゴルバチョフ書記長、中距離核兵器の欧州配備凍結を発表。
- 4月23日 - ゴルバチョフ、ソ連共産党中央委員会総会で、経済発展の加速化（ウスカレーニエ（ロシア語版））を訴える。
- 4月29日 - 田中角栄元首相、東京逓信病院から秘密裏に退院。

### 5月
- 5月2日 - 第11回先進国首脳会議（ボン・サミット）開催。

### 6月
- 6月6日 - 木曜クラブ（田中派）定例総会で田中元首相の女婿、田中直紀代議士によって個人事務所閉鎖が発表される。
- 6月10日 - ポルトガル共和国の議会選挙。

### 7月
- 7月1日 - ゴルバチョフ書記長のライバルであったグリゴリー・ロマノフ政治局員・書記が解任。
- 7月2日 - ソ連最高会議幹部会議長（国家元首）にアンドレイ・グロムイコ外相が選出される。後任の外相にはエドゥアルド・シェワルナゼ政治局員が就任する。
- 7月7日 - 東京都議会議員選挙の投票日。翌日開票の結果、自民党・公明党・共産党が現有議席を上積みしたのに対して、社会党は3回連続で議席を減らして敗北。
- 7月25日 - 女子差別撤廃条約批准。

### 8月
- 8月15日 - 中曽根康弘首相、靖国神社を公式参拝。

### 9月
- 9月22日 - プラザ合意。
- 9月27日 - ニコライ・チーホノフソ連閣僚会議議長（首相）が解任され、後任にニコライ・ルイシコフ政治局員・書記が就任する。

### 10月
- 10月11日 - 政府が1987年4月1日付での国鉄分割・民営化を正式決定。

### 11月
- 11月5日 - 矢口洪一が第11代最高裁判所長官に就任。

### 12月
- 12月24日 - ヴィクトル・グリシン・モスクワ市党第一書記が解任され、ボリス・エリツィンが後任に選出される。
- 12月24日 - 第2次中曽根内閣第2次改造内閣成立。竹下登大蔵大臣、安倍晋太郎外務大臣が留任。内閣官房長官に後藤田正晴、文部大臣に海部俊樹、農林水産大臣に羽田孜。通商産業大臣に渡辺美智雄、運輸大臣に三塚博、自治大臣に小沢一郎など。